# Camps de Sineu
Camps de Sineu és una pintura sobre tela feta per Joan O'Neille Rusiñol a Sineu el 1893 i que es troba conservada actualment a la Biblioteca Museu Víctor Balaguer, amb el número de registre 724 d'ençà que va ingressar el mes de febrer de 1895, de mans del mateix artista.
El quadre és un paisatge rural tranquil i lluminós, dividit en dues parts per una línia molt definida en tons violes de l'horitzó retallat de les muntanyes. La part superior és el cel il·luminat pel ressol en tons violes-blaus en gradació, amb núvols esmorteïts. A la part inferior petits turons amb un vessant que inceix just al mig del quadre. A sobre d'un turó hi ha dues figures femenines d'esquena que observen les muntanyes més enllà i algunes cases de la planícia veïna. Grans matolls en tons grocs-verds-rojos.